# MIM-104 Patriot
MIM-104 Patriot (укр. «Пе́тріот») — зенітний ракетний комплекс (ЗРК), основний ЗРК Армії США, який виробляє американський оборонний підрядник RTX Corporation. Серцевиною системи є радар AN/MPQ-53 Patriot, за назвою якого отримав свою назву сам комплекс. Система Patriot замінила систему Nike Hercules як основну систему протиповітряної оборони високого та середнього рівня армії США (HIMAD) і систему MIM-23 Hawk як тактичну систему протиповітряної оборони армії США середнього рівня. На додаток до цього Patriot отримав функцію системи протиракетної оборони (ПРО) армії США, яка нині є основною місією Patriot. Очікується, що система працюватиме щонайменше до 2040 року.
Patriot використовує передові ракети-перехоплювачі з повітря та високоефективні радіолокаційні системи. Розроблений у Редстоун Арсенал у Гантсвіллі, штат Алабама, який раніше розробив систему ПРО Safeguard і її компонент Spartan, а також гіперзвукові швидкісні ракети Sprint. Символом «Петріота» є малюнок мінітмена, колоніальної міліції часів війни за незалежність.
Системи Patriot були продані збройним силам Нідерландів, Польщі, Німеччини, Японії, Ізраїлю, Саудівської Аравії, Кувейту, Тайваню, Греції, Іспанії, Об'єднаних Арабських Еміратів, Катару, Румунії та Швеції. Південна Корея придбала у Німеччини кілька вживаних систем Patriot після того, як Північна Корея випробувала балістичні ракети в Японському морі та продовжила підземні ядерні випробування у 2006 році. Йорданія також закупила в Німеччині кілька вживаних систем Patriot. У Польщі проходять навчальні ротації батареї американських пускових установок Patriot. Навчання розпочалося в місті Моронг у травні 2010 року, але пізніше перенесено далі від російського кордону до Торуня та Устки через протест Росії. У грудні 2012 року НАТО санкціонувала розміщення ракетних установок Patriot у Туреччині для захисту країни від ракет, випущених під час громадянської війни в сусідній Сирії. Patriot була однією з перших тактичних систем у Міністерстві оборони США, яка використовувала летальну автономію в бою.
Система розпочала свій бойовий шлях під час війни в Перській затоці 1991 року, коли, як стверджувалося, було задіяно понад 40 іракських ракет «Скад». Систему успішно використали проти іракських ракет під час війни в Іраку 2003 року, а також використали сили Саудівської Аравії та Еміратів у конфлікті в Ємені проти ракетних атак хуситів. Система Patriot здійснила перші беззаперечні збиття ворожих літаків на озброєнні командування протиповітряної оборони Ізраїлю. Ізраїльські батареї MIM-104D збили два БПЛА ХАМАС під час операції «Непорушна скеля» у серпні 2014 року, а у вересні 2014 року ізраїльська батарея Patriot збила Су-24 ВПС Сирії, який проник у повітряний простір Голанських висот.

## Вступ
До Patriot компанія Raytheon брала участь у розробці низки ракетних програм «земля-повітря», зокрема FABMDS (система протиракетної оборони польової армії), AADS-70 (армійська система протиповітряної оборони — 1970 р.) і SAM-D (ракета «земля-повітря» — розробка). 1975 року ракета SAM-D успішно вразила безпілотник на ракетному полігоні White Sands. 1976 року ця система ППО була перейменована на ЗРК Patriot. MIM-104 Patriot вже буде поєднувати кілька нових технологій, зокрема радар з пасивною антенною решіткою [ПАР] MPQ-53 і способом наведення ракети Track-Via-Missile. Остаточно, розробка системи почалася 1976 року, і вона була розгорнута в 1984 році. Комплекс Patriot спочатку використовувався як протиповітряна система, але протягом 1988 року вона була осучаснена, щоби забезпечити обмежені можливості проти тактичних балістичних ракет (ТБР, англ. TBM) — як PAC-1 (Patriot Advanced Capability-1). Останнє удосконалення цього ЗРК під назвою PAC-3 — майже повна переробка системи, яка від самого початку вже призначена для ураження та знищення тактичних балістичних ракет.

## Основні відомості
Система «Петріот» створювалася з 1963 р. для заміни системи MIM-14 «Найк Геркулес» як основна платформа повітряного захисту на середніх та великих висотах і системи MIM-23 Hawk як платформа повітряного тактичного захисту на середніх висотах. На додаток до цього, Patriot є платформою перехоплення балістичних ракет, причому з появою модифікації PAC-3, це стало основним призначенням комплексу. У жовтні 1980 року підписано контракт на виробництво комплексу, і в грудні 1981 року перший комплекс був поставлений у війська.
Назва системи «Patriot» може бути також розтлумачена як акронім від фрази англ. Phased Array Tracking Radar to Intercept Of Target (РЛС супроводу з фазованими антенними ґратками для перехоплення цілей).
ЗРК «Петріот» складається з ракети повітряного перехоплення та високопродуктивної радарної системи. «Петріот» був розроблений в «Редстоунському арсеналі», розташованому в Хантсвіллі, Алабама, відомому розробкою в минулому системи перехоплення балістичних ракет «Сейфгард» (англ. Safeguard Program) та її складових, ракет «Спартан» і «Спринт». У наш час (2020-і) використовується і постачається в інші країни удосконалена версія системи — «Patriot» PAC-3.
Вартість постачання 9 батарей (по 4 ПУ на батарею) систем «Петріот» може доходити до $ 9 млрд (містить: 36 ПУ ЗКР «Петріот» PAC-3 (9 батарей по 4 ПУ), 288 ЗКР «Петріот» PAC-3, 216 ЗКР з удосконаленим наведенням GEM-T, 10 комплектів РЛС з фазованими решітками, 10 контрольних станцій захоплення цілі).

## Склад системи

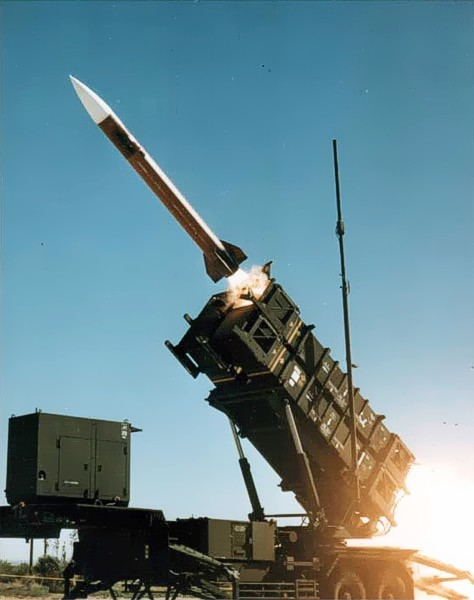
Запуск ракети з MIM-104

### Універсальна РЛС AN/MPQ-53/65
Використана в комплексі універсальна РЛС AN/MPQ-53 або AN/MPQ-65 створена за технологією пасивної фазованої антенної решітки (ПФАР) та відповідає за роботу системи розпізнавання «свій-чужий», протидію заходам радіоелектронної боротьби, та наведення ракети на ціль за алгоритмом «наведення через ракету» (англ. track-via-missile, TVM).
РЛС AN/MPQ-53 призначена для використання в комплексах PAC-2, а AN/MPQ-65 для PAC-2 та PAC-3. Основна відмінність між цими РЛС полягає у використанні другої лампи біжної хвилі в моделі -65, завдяки чому були поліпшені тактико-технічні характеристики цього радара.
РЛС працює в діапазонах G та H за стандартами НАТО, тобто в діапазоні C цивільної системи IEEE.
Робота в цьому діапазоні приводить до того, що між випромінюванням радарів комплексу «Петріот» та радаром з синтезованою апертурою європейських супутників цивільного призначення Sentinel-1 виникає інтерференція, яка помітна у вигляді великих хрестів на вільно доступних зображеннях європейського аерокосмічного агентства. РЛС комплексів «Петріот» водночас знаходяться в середині цих хрестів.

### Пускові установки M901/902/903

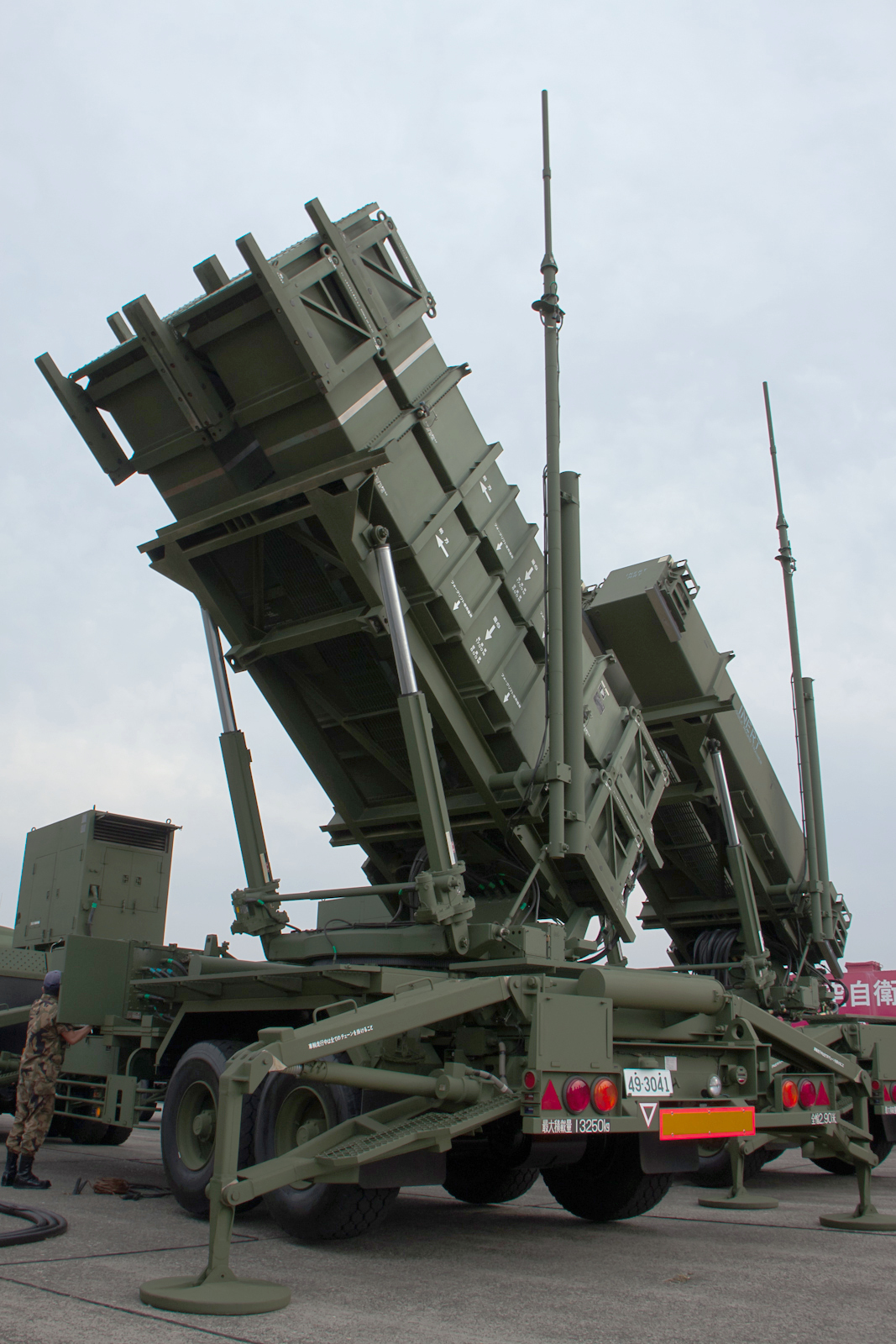
Пускові установки M901 (PAC-2) та M902 (PAC-3)

Пускові установки М90х автономні, самодостатні, з дистанційним управлінням зі станції керування (англ. Engagement Control Station, ECS), з якою з'єднані через термінал передачі даних (англ. Data Link Terminal, DLT) через оптичний кабель або радіозв'язок (SINCGARS).
Вбудоване обладнання для вирівнювання за горизонтом дає можливість встановлення на схили до 10°. Кожна пускова установка розгортається за заданим азимутом та підводиться на визначений кут пуску. Кожна пускова установка має систему самодіагностики та повідомлення на станцію керування через канал передачі даних.
Магазин пускової установки M901 може містити:
- 4 ракети PAC-2 (GEM).

Магазин пускової установки M902 може містити:
- 16 ракет PAC-3 CRI, або
- 4 ракети PAC-2 (GEM).

Магазин пускової установки M903 може містити:
- 12 ракет PAC-3 MSE, або
- 16 ракет PAC-3 CRI, або
- 4 ракети PAC-2 (GEM).

Або комбінацію:
- 6 ракет PAC-3 MSE та 8 ракет PAC-3 CRI, або
- 4 ракети PAC-2 (GEM).

### Номенклатура ракет

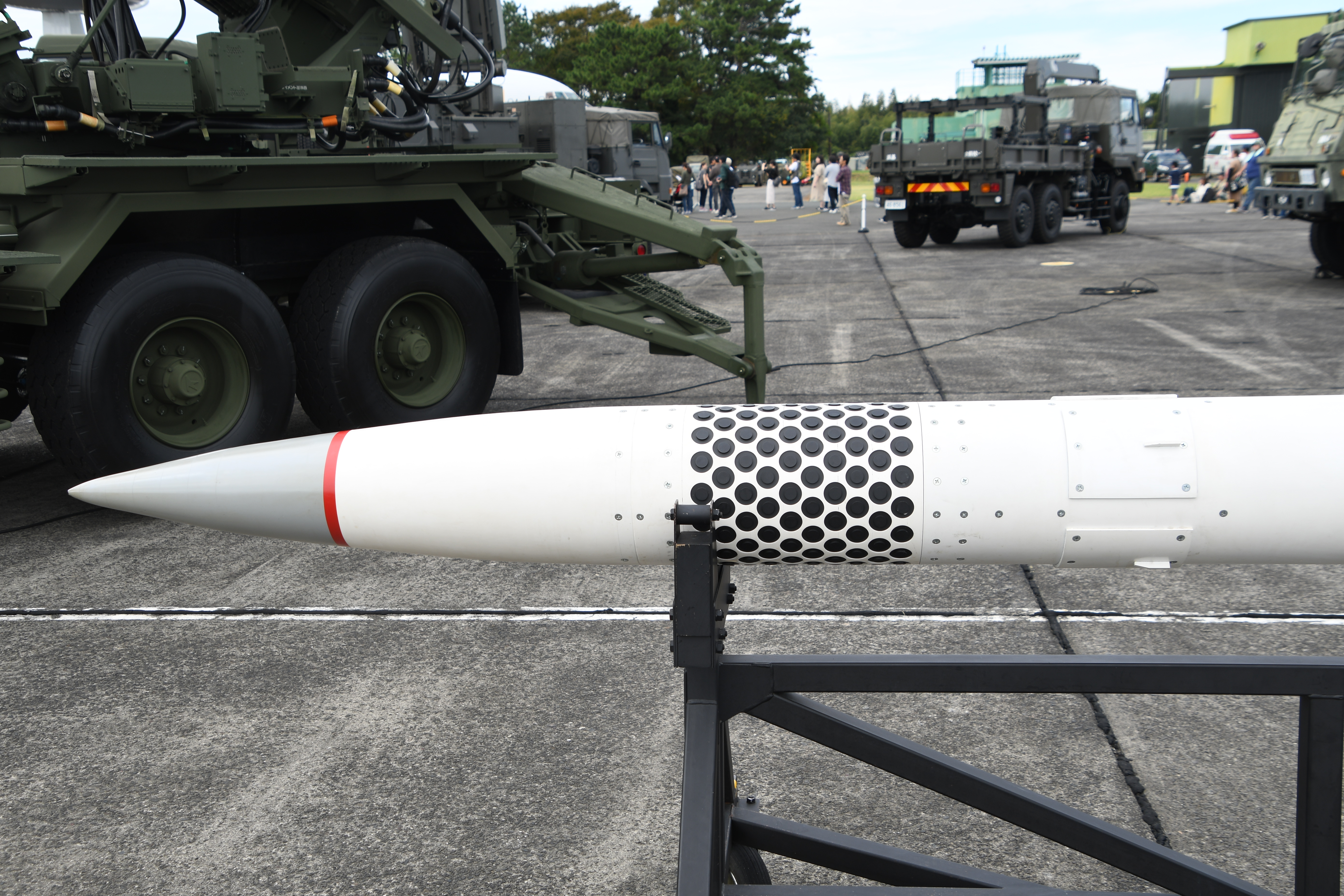
Пояс з імпульсними двигунами в носовій частині макету ракети сімейства PAC-3 для точної корекції траєкторії

Роботи над першими ракетами PAC-3 було розпочате в 1990-ті в рамках програми англ. Extended Range Interceptor (ERINT). Ракети цього сімейства відрізняються від попередників тим, що принцип знищення цілі — кінетичний, завдяки чому їхні габарити значно зменшились та поліпшилась ефективність проти балістичних ракет.
Всі ракети сімейства PAC-3 мають комбіновану систему наведення. Спершу ракета отримує команди наведення від наземної РЛС та покладається на бортову інерційну систему. Досягши заданої точки в просторі ракета вмикає активну головку самонаведення з бортовою РЛС, яка захоплює ціль та виконує остаточне наведення.
Окрім аеродинамічних рулів ракети мають двигуни з керованим вектором тяги та поясом з імпульсними двигунами (англ. Attitude Control Motor) в носовій частині для точної корекції траєкторії польоту, особливо при перехопленні балістичних ракет на великій висоті.
PAC-3 має дальність ураження до 80 км по повітряній цілі та до 40 км по балістичній.
PAC-3 MSE (англ. Missile Segment Enhancement)Подальша модернізація ракет серії PAC-3 CRI. Має поліпшений англ. Lethality Enhancer — модуль підвищення ефективності з порівняно невеликим вибуховим зарядом масою 330 грамів та 24 готовими уламками зі сплаву титану масою 95 грамів кожен. Попри наявність цього модуля принцип ураження цілі залишився кінетичним (англ. Hit to Kill, H2K) а цей модуль покликаний дещо збільшити імовірність удару по цілі та підвищити ефективність ураження аеродинамічних цілей, швидкості яких може бути недостатньо для знищення завдяки кінетичній енергії удару з ракетою. Серійне виробництво розпочате в 2018 році. Максимальна ефективна дальність ураження не розголошується.

## Застосування

### Війна у Перській затоці
Після бомбардування іракського ядерного реактора ізраїльською авіацією 1981 року, в Іраку був розроблений план «неминучого удару у відповідь» у разі будь-якого ізраїльського вторгнення. План передбачав завдання удару балістичними ракетами «Ель-Хусейн» (удосконалені Р-17 «Скад») із західної частини Іраку.
Під час війни в Перській затоці в 1991 році іракці обстрілювали осучасненими Р-17 території Ізраїлю (43 пуски, 40 успішних), Саудівської Аравії (48 пусків, 44 успішних), Катару (1 пуск) і Бахрейну (1 пуск). Всього запустили 93 ракети, 5 ракет зійшли з траєкторії під час початку запуску і 2 під час польоту.
Обстріл ракетами «Скад» призвів до великих руйнувань в Ізраїлі і Саудівській Аравії (збиток обчислювався сотнями мільйонів доларів). Через своєчасне попередження про ракетний напад, значних жертв вдалося уникнути. Але також під час обстрілу заявлялося нібито ракети споряджені хімічною зброєю, що сіяло паніку в містах, багато людей задихнулися в протигазах, оскільки не вміли ними користуватися. Причому, як виявилося, жодна випущена ракета не була споряджена хімічною зброєю.

Голова пресслужби Армії оборони Ізраїлю Нахман Шаї сказав, що складна система Patriot, керована операторами США, яка виявилася настільки успішною в Саудівській Аравії, не змогла зупинити жодну іракську ракету Scud, що налетіла на Ізраїль. «Вони не влучили» — сказав він про американські зенітно-ракетні комплекси в ефірі ізраїльського радіо. 
«Нехай ніхто не сумнівається, що вони не били. Стріляли, але не влучили. Сподіваюся, вони поцілять наступного разу, якщо таке станеться».
Післявоєнне дослідження показало, що «Петріот» виявився набагато менш дієвим, ніж передбачалося, насамперед через те, що його радар і система керування не були здатні відрізнити боєголовки від інших повітряних складових, коли ракети «Скад» розпадалися під час входу. Випробування технології ПРО тривали протягом 1990-х років із перемінним успіхом. Після війни в Перській затоці, кілька систем протиповітряної оборони США були вдосконалені. Розроблено та випробувано новий Patriot, PAC-3 — повна переробка PAC-2, яка використовувалася під час війни, зокрема цілком нову протиракету. Покращені можливості наведення, технічні показники радара та ракети підвищили ймовірність знищення балістичних ракет, порівняно з попереднім ЗРК PAC-2. Під час операції «Свобода Іраку» на початку 2000-х років, батареї «Patriot» вразили 100% ворожих ТБР (тактичних балістичних ракет) у межах території ведення бою. З цих перехоплень, 8 — були підтверджені кількома незалежними давачами як знищення; решту внесли до списку ймовірного ураження, через відсутність незалежної перевірки. Водночас Петріот був причетним до трьох халеп з дружнім вогнем: два випадки, коли Patriot обстрілював союзні літаки коаліції, і один, коли літак США обстрілював власне батарею Петріот.

### Інші країни
У відповідь на запит турецького уряду, три країни НАТО — Німеччина, Нідерланди та США — погодились розмістити 6 батарей комплексів протиповітряної оборони «Петріот» у трьох містах на півдні Туреччини. Німеччина розмістить свої підрозділи у місті Кахраманмараш, Нідерланди — у Адані, а Сполучені Штати — у Азіантепі. Цей захід спрямований на зміцнення протиповітряної оборони Туреччини поки триває громадянська війна в Сирії.
На початку 2013 року Німеччина розпочала відправляти комплекси «Патріот» до Туреччини. 26 січня були приведені у бойову готовність перші зенітно-ракетні комплекси Patriot. 30 січня 2013 року німецькі зенітно-ракетні комплекси Patriot були поставлені на бойове чергування в Туреччині біля кордону з Сирією (у провінції Кахраманмараш).

### Російсько-українська війна

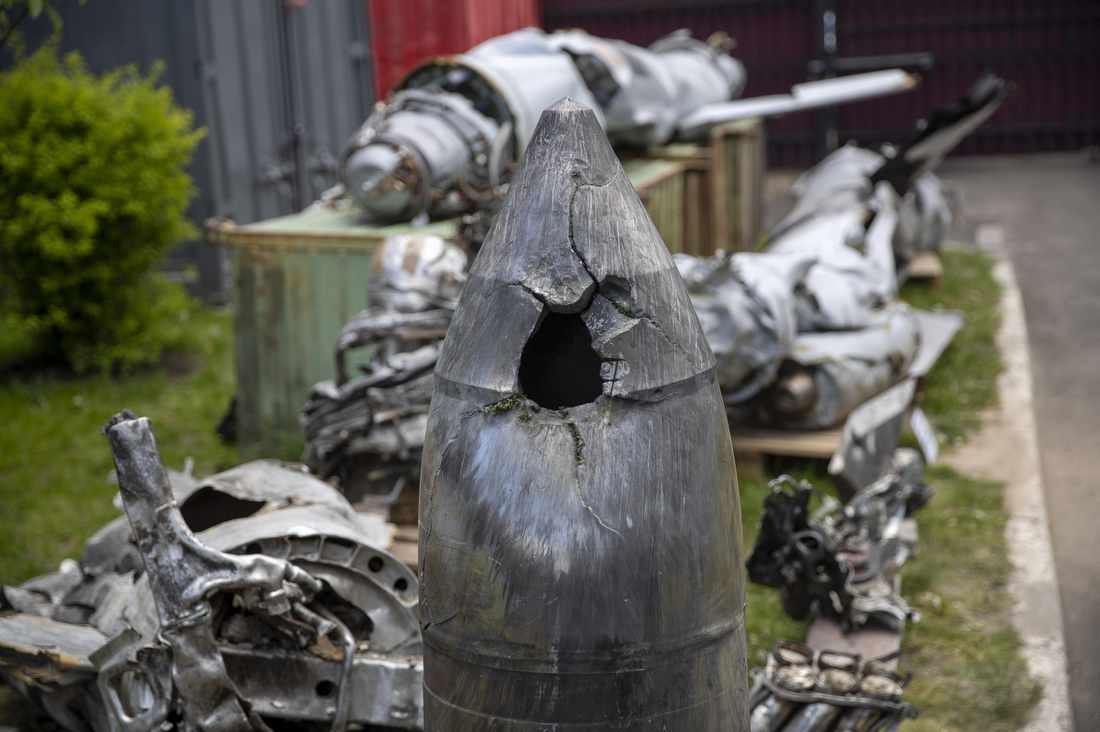
Бойова частина збитої 4 травня 2023 року над Києвом аеробалістичної ракети комплексу Х-47 «Кинджал»

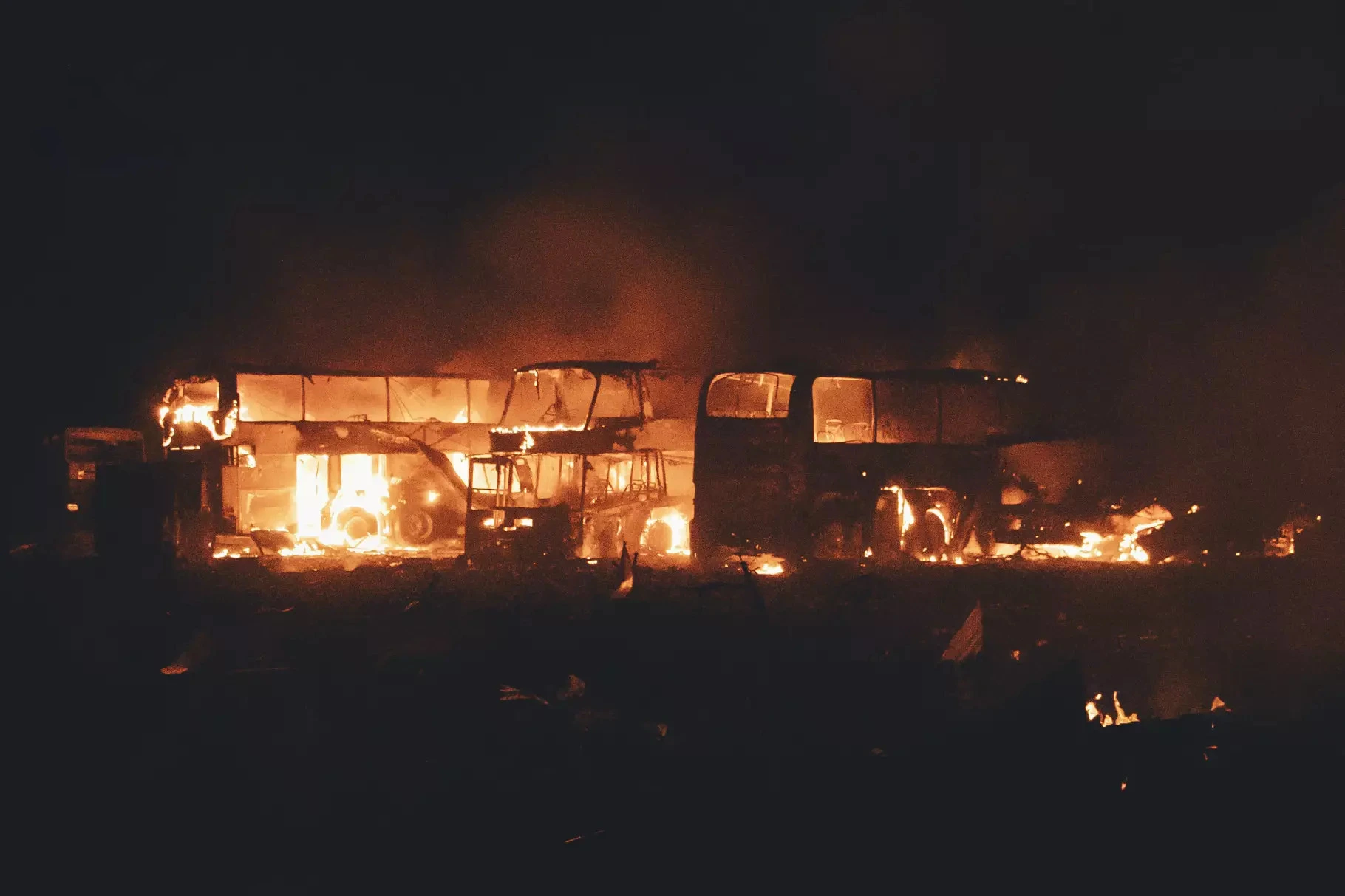
Уламки збитої 16 травня 2023 року в небі над Києвом ракети спричинили пожежу на автомобільній стоянці та автобусному парку в Солом'янському районі столиці

7 березня 2023 року ЗМІ поширили слова Президента Польщі, як свідчення про постачання Україні комплексу Patriot. Інформацію одразу уточнили як таку, що питання постачання майже вирішене, але самого переміщення ЗРК ще не відбулося.
18 квітня 2023 року офіційно повідомлено про прибуття першого комплексу до України.
23 квітня 2023 року, у Повітряних Силах Збройних Сил України зазначили, що один дивізіон ЗРК Patriot вже заступив на бойове чергування в Україні.
4 травня 2023 року в повітряних силах підтвердили, що українська ППО вперше збила аеробалістичну ракету Х-47 «Кинджал» за допомогою комплексу «Patriot». Ракета була випущена з МіГ-31К з території РФ. Факт перехоплення «Кинджала» протиракетою з ЗРК Patriot також підтвердили урядові джерела США.
16 травня 2023 року російські війська здійснили чергову хвилю ракетних ударів по Україні. Близько 3:01 загарбники застосували 25 ракет різних типів повітряного, морського та наземного базування. Україну атакували з північного, південного та східного напрямків. Так, по Києву випустили 6 аеробалістичних ракет «Кинджал» з шести носіїв МиГ-31К. Усі шість ракет українські підрозділи ППО знищили в небі над містом із застосуванням ЗРК «Patriot». Також цього дня, як повідомили в CNN з посиланням на американських чиновників, ЗРК «Patriot» зазнав незначних пошкоджень.
«Пошкодження системи протиповітряної оборони Patriot після російської ракетної атаки поблизу Києва у вівторок вранці є мінімальними, повідомили троє офіційних осіб США, причому один чиновник описав це як „незначне“ пошкодження», — йдеться у повідомленні телеканалу.
Речник командування Повітряних сил Юрій Ігнат все ж зазначив, що знищити Patriot «одним ударом неможливо». Ігнат пояснив, що Patriot — це дивізіон, який складається з командного пункту, радара, а також самих пускових установок (до восьми одиниць).
Відбиття ракетної атаки привернуло велику увагу, попри численні застереження і заклики правоохоронних та контррозвідувальних органів дбати про інформаційну безпеку пуски протиракет транслювались в прямому етері вебкамерами на весь Інтернет, власні відео пусків протиракет одразу поширювали численні свідки та відеоблогери.
За оцінкою оглядачів, під час відбиття цієї атаки використано до 32 протиракет.
Імовірно, комплекс даного типу 13 травня 2023 року був причетний до збиття одразу чотирьох (або п'яти) російських літальних апаратів: Су-34, Су-35 та пари вертольотів Мі-8 (за словами речника Повітряних сил ЗСУ Юрія Ігната третій Мі-8 збитий з переляку російською ППО) над Брянською областю.
Під час відбиття 17-ї за місяць ракетної атаки на Київ, майже опівдні 31 травня 2023 року, рештки однієї з протиракет впали на жваве перехрестя на Площі Героїв УПА та ледь не зачепили маршрутне таксі. З фотографій вдалось встановити, що це рештки протиракети з кінетичним перехоплювачем Patriot PAC-3 CRI.
У червні 2023 року CEO компанії-виробника повідомив, що Україні вдалось підлаштувати програмне забезпечення під перехоплення високошвидкісних ракет, як «Кинджал».
Наприкінці грудня 2023 року на південному напрямку фронту було протягом одного дня було знищено одразу три Су-34, збиття яких приписують українським ЗРК Patriot. Також версія із застосуванням цього комплекса з ракетами PAC-2 в парі з радаром комплексу С-300 розглядається як можливий сценарій збиття літака ДРЛВ А-50, яке стало найдорожчою російською втратою у війні після крейсера «Москва».

## Оператори

Карта операторів MIM-104 Patriot. Поточні оператори - синім, майбутні - фіолетовим

### Поточні
- Греція: 6 батарей Patriot (PAC-2) на озброєнні, станом на 2024 рік[35].
- Ізраїль
- Іспанія
- Йорданія
- Катар
- Кувейт
- Нідерланди
- Німеччина
- ОАЕ
- Південна Корея
- Польща: в листопаді 2017 року Державний департамент США схвалив дозвіл на продаж 4 батарей Польщі сукупною вартістю $10,5 млрд[36].
- Республіка Китай (Тайвань)
- Румунія: замовлено 7 батарей ЗРК «Patriot» PAC-3+, у вересні 2020 року отримано перший комплекс[37].
- Саудівська Аравія
- США: 480 пускових M902/M903 Patriot PAC-3/PAC-3 на озброєнні, станом на 2024 рік[38].
- Швеція: в травні 2018 року стало відомо, що Швеція мала намір укласти контракт на придбання комплексу з чотирма пусковими установками та деякої кількості ракет, навчання, технічної підтримки тощо, вартістю близько $1,13 млрд. У разі купівлі додатково 300 ракет, вартість контракту може зрости до близько $3 млрд[36].
- Україна
- Японія

### Майбутні
- Марокко
- Швейцарія

## Історія операторів

### Ізраїль
За даними Стокгольмського інституту дослідження проблем миру, з 1990 до 2013 року Ізраїль отримав від США та Німеччини 7 батарей. 1991 року в рамках контракту на 117 млн доларів Ізраїль отримав перші дві батареї PAC-2. 1993 року докупив ще одну таку батарею за 105 млн. 2002 року, під час загострення на Близькому Сході, Німеччина безкоштовно передала дві батареї PAC-2, а в 2013 році — ще дві. Відомо також про отримання щонайменше 153 ракет MIM-104D (PAC-2) й 128 MIM-104A та про застосування радарів AN/MPQ-53. Американські комплекси причіпні й постачались разом з тягачами M983 HEMTT, тоді як німецькі — самохідні, на шасі MAN 8×8. З 2008 року Ізраїль проводив модернізацію своїх комплексів за програмою Yahalom, імовірно, для застосування ракет GEM-T родини PAC-2 або, за неперевіреними даними, навіть PAC-3.
Наприкінці квітня 2024 року Повітряні сили почали виводити свої Patriot з експлуатації, оскільки Ізраїль вирішив остаточно переходити на системи власного виробництва David’s Sling та Iron Dome. Деяку частину комплексів у червні передали Україні.

### Румунія
29 листопада 2017 року уряд уклав контракт на придбання 7 комплексів у конфігурації 3+ в складі з радарами, пунктами управління, пусковими установками, мобільними електростанціями. Чотири батареї призначені для Військово-повітряних сил (ВПС) і три для сухопутних військ. Угоду оцінюють в суму близько 4 млрд дол., разом з ракетами.
Згідно з повідомленням Агентства Міноборони США з питань співробітництва в галузі безпеки (DSCA), у замовлений комплект мали увійти 7 РЛС AN/MPQ-65, 7 командних пунктів AN/MSQ-132, 28 пускових установок M903, 56 зенітних керованих ракет Patriot MIM-104E Guidance Enhanced Missile-TBM (GEM-T), 168 протиракет Patriot Advanced Capabilty-3 (PAC-3) Missile Segment Enhancement (MSE), 7 електрогенераторів EPP III та 13 підіймально-щоглових пристроїв. 17 вересня 2020 року відбулися урочистості приймання Збройними силами, першого поставленого із США комплексу протиповітряної та протиракетної оборони Patriot.
Окрім отримання останньої розробки системи, Румунія також скористається гнучкою архітектурою конфігурації для оновлення наявної системи до найновішої версії.
5 травня 2022 року підписано меморандум між державним постачальником військової техніки Romarm і його дочірньою компанією Electromecanica Ploiesti та Raytheon Missiles & Defense про створення в Румунії виробництва ракет-перехоплювачів «SkyCeptor» (варіант керованої ракети «Stunner»).

### Швеція
В травні 2018 року стало відомо, що Швеція мала намір укласти контракт на придбання комплексу з чотирма пусковими установками та деякої кількості ракет, навчання, технічної підтримки тощо, вартістю близько $1,13 млрд. У разі придбання додатково 300 ракет вартість контракту мала зрости до  $3 млрд
Придбано 4 батареї Patriot PAC-3+/PDB-8 з 12 пусковими установками, 4 секторними радарами AN/MPQ-65 та станціями управління AN/MSQ-132, а також 200 ракет PAC-3 MSE та 100 ракет PAC-2 GEM-T. Також укладено окремий контракт з RMMV на 40 вантажівок RMMV HX 8×8 у трьох різних версіях, які будуть носієм окремих компонентів ЗРС.
У травні 2021 року Швеція отримала перші елементи системи протиповітряної та протиракетної оборони Luftvärnssystem 103 — так тут назвали систему MIM-104 Patriot PAC-3 на шасі RMMV. Міністерство оборони Королівства Швеція повідомляє, що німецьке підприємство Rheinmetall MAN Military Vehicles поставило перші вантажівки із сімейства RMMV HX 8×8, які будуть носієм окремих компонентів цієї системи. Водночас американський концерн Lockheed Martin повідомив про передавання Швеції перших ракет-перехоплювачів PAC-3 MSE. Згідно з повідомленням Міністерства оборони Швеції передавання зенітної ракетної системи (ЗРС) мало статися восени 2021 року.
У листопаді 2021 року Збройні сили Швеції оголосили про введення в дію ракетних комплексів Patriot Advanced Capability-3 (PAC-3). Урочистості з прийняття комплексу на озброєння, відбулися у полку протиповітряної оборони у Гальмстаді.

### Польща
На першому етапі програми Wisla були закуплені батареї ЗРК Patriot PAC-3+ разом з елементами всієї системи на суму 4,75 млрд доларів США.
Перша батарея цих ЗРК, придбана у 2018 році, досягне операційної готовності не раніше І кварталу 2024 року.
Наприкінці травня 2022 року міністр оборони Польщі Маріуш Блащак оголосив про початок другої фази програми протиповітряної оборони Wisla, у межах якої буде закуплено систему Patriot.
Впровадження другої фази програми Wisla дозволить розгорнути загалом вісім батарей Patriot/систем управління IBCS у польських збройних силах.
Ці батареї стануть основою комплексної системи протиповітряної оборони, до якої також будуть входити комплекси малої дальності Narew, а також польські комплекси Piorun, Poprad та Pilica.
Також буде придбано батареї РЛС кругового огляду LTAMDS. У межах виробничої кооперації до системи керування IBCS мають бути інтегровані польські радари PET-PCL і P-18PL, розроблені польською компанією PIT-RADWAR.

### Україна
Під час візиту президента України В. Зеленського 21 грудня 2022 року до США, оприлюднено відомості про передавання таких комплексів до Збройних Сил України. Водночас постачання ЗРК Patriot також стосуватиметься і навчання обслуги, яке проходитиме на території третьої країни.
5 січня 2023 року після телефонної розмови президента США Джо Байдена і канцлера ФРН Олафа Шольца стало відомо про рішення Німеччини передати БМП Marder та батарею MIM-104 Patriot Україні. Терміни та кількість не оголошені, однак Німеччина так само подбає про навчання українських військових.
В статті, присвяченій ракетному обстрілу 9 березня 2023 року видання Financial Times зробило припущення, що Україна вже могла фізично отримати перший комплекс Patriot, але ще не поставила на бойове чергування, оскільки чекає на пускові установки та завершення підготовки операторів.
18 квітня 2023 року уряд Німеччини офіційно повідомив, що перша батарея вже передана та перебуває в Україні. 
12 червня 2023 року Raytheon анонсувала постачання ще п'яти батарей до кінця 2024 року. 
Україна отримала протиракети різних версій:
- PAC-2: серії GEM+, зокрема Guidance Enhanced Missile (GEM), GEM-Cruise (GEM-C), та GEM-Tactical (GEM-T);
- PAC-3: Cost Reduction Initiative (CRI), Missile Segment Enhancement (MSE).

Відомо також про те, що США інтегрували ракети для застосування з радянськими ЗРК. Припускається, що їх могли інтегрувати до комплексів «Бук» або С-300 через відповідність розміру радянських ракет. Цей та інші подібні проєкти отримали неформальну назву FrankenSAM (англ. Frankenstein + SAM — Франкенштайн + ЗРК).
13 квітня 2024 року Німеччина оголосила про передачу Україні комплексу Patriot, а 5 липня 2024 року він прибув до України. Таким чином Україна отримала третій зенітний ракетний комплекс Patriot від Німеччини в межах військової допомоги.
3 жовтня 2024 року в Україну прибула батарея Patriot PAC-3+, яку в рамках військової допомоги передала Румунія. Ця версія систем оснащена потужнішим радаром другого покоління AN/MPQ-65, що має більшу дальність виявлення, кращі спроможності в ідентифікації цілей та відстеженні балістичних ракет.
У січні 2025 року стало відомо про передання близько 90 ракет від Ізраїлю. 8 червня 2025 року стало відомо про те, що Ізраїль передав Україні неназвану кількість комплексів Patriot за посередництва США. Згодом цю інформацію було спростовано.  

## У нумізматиці
4 серпня 2023 НБУ ввів в обіг пам'ятну монету «ППО — надійний щит України», на реверсі якої зображено пускову установку MIM-104.

### Аналоги
- / FSAF SAMP/T
- Тип 03 Chū-SAM[en]
- Акаш (ЗРК)[en]
- HQ-9
- HQ-12[en]
- / NASAMS
- /С-300
- Праща Давида
- С-400
- IRIS-T SLM
- Протиповітряна оборона
- Протиракетна оборона